# Ramstalund
Ramstalund est une localité de Suède dans la commune d'Uppsala située dans le comté d'Uppsala.

## Démographie
Sa population était de 366 habitants en 2020